# Коля Вилков
Коля Вилков (рум. Colea Vâlcov; нар. 23 лютого 1909, Болград, Бессарабська губернія, Російська імперія — пом. 31 березня 1970) — румунський футболіст і тренер, універсал, брат Петі та Володя Вилкових. Другий тренер в історії бухарестського «Стяуа».

## Життєпис
Разом зі своїми братами заснував одну з найуспішніших команд міжвоєнного бессарабського футболу, «Міхай Вітязул» (Кишинів). 3 рази вигравали титул чемпіона Румунії з «Венусом» (Бухарест) у 1932, 1934, 1937 роках. Він був, мабуть, найталановитішим із трьох братів, з чудовим ударом головою (його найгрізніша зброя) і хорошим гольовим передчуттям.
Один із найвидатніших футболістів в історії бухарестського «Венуса».
Після завершення кар'єри футболіста став тренером. Очолював національну збірну Румунії, «Стяуа» (Бухарест) і «Динамо» (Бухарест).

## Досягнення

### Як гравця
«Венус» (Бухарест)
- Ліга I
  -  Чемпіон (4): 1931/32, 1933/34, 1936/37, 1938/39

### Як тренера
«Стяуа» (Бухарест)
- Кубок Румунії
  -  Володар (1): 1948/49